# Cabinet Späth III
Land du Bade-Wurtemberg
Späth II Späth IV
Le cabinet Späth III (en allemand : Kabinett Späth III) est le gouvernement du Land allemand du Bade-Wurtemberg entre le 6 juin 1984 et le 8 juin 1988, durant la neuvième législature du Landtag.

## Majorité et historique
Dirigé par le ministre-président chrétien-démocrate sortant Lothar Späth, ce gouvernement est constitué et soutenu par la seule Union chrétienne-démocrate d'Allemagne (CDU). Elle dispose de 68 députés sur 126, soit 54 % des sièges au Landtag.
Il est formé à la suite des élections régionales du 25 mars 1984 et succède au cabinet Späth II, également constitué et soutenu par la seule CDU. Lors de ce scrutin, les chrétiens-démocrates conservent la majorité absolue dont ils disposent depuis douze ans tout en connaissant un recul de l'ordre d'un point et demi.
Lors des élections régionales du 20 mars 1988, la CDU passe sous la barre des 50 % des voix, pour la première fois depuis vingt ans. Elle conserve cependant sa majorité absolue en sièges sans aucune difficulté, ce qui permet la nomination du cabinet Späth IV.

## Composition

### Initiale (6 juin 1984)
- Les nouveaux ministres sont indiqués en gras, ceux ayant changé d'attributions en italique.

| Poste                                                                                                  | Titulaire | Titulaire                                                                  | Parti |
| --- | --------- | -------------------------------------------------------------------------- | ----- |
| Ministre-président                                                                                     |           | Lothar Späth                                                               | CDU   |
| Vice-ministre-président Ministre de l'Alimentation, de l'Agriculture, de l'Environnement et des Forêts |           | Gerhard Weiser                                                             | CDU   |
| Ministre de l'Intérieur                                                                                |           | Dietmar Schlee                                                             | CDU   |
| Ministre de la Science et des Arts                                                                     |           | Helmut Engler                                                              | CDU   |
| Ministre de l'Éducation et des Sports                                                                  |           | Gerhard Mayer-Vorfelder                                                    | CDU   |
| Ministre de la Justice et des Affaires fédérales                                                       |           | Heinz Eyrich                                                               | CDU   |
| Ministre des Finances                                                                                  |           | Guntram Palm                                                               | CDU   |
| Ministre de l'Économie, des Entreprises et des Transports                                              |           | Rudolf Eberle (jusqu'au 17/11/1984) Martin Herzog (à partir du 11/12/1984) | CDU   |
| Ministre du Travail, de la Santé et de l'Ordre social                                                  |           | Barbara Schäfer                                                            | CDU   |

### Remaniement du1erjuillet 1987
- Les nouveaux ministres sont indiqués en gras, ceux ayant changé d'attributions en italique.

| Poste                                                                              | Titulaire | Titulaire               | Parti |
| ---------------------------------------------------------------------------------- | --------- | ----------------------- | ----- |
| Ministre-président                                                                 |           | Lothar Späth            | CDU   |
| Vice-ministre-président Ministre de l'Alimentation, de l'Agriculture et des Forêts |           | Gerhard Weiser          | CDU   |
| Ministre de l'Intérieur                                                            |           | Dietmar Schlee          | CDU   |
| Ministre de la Science et des Arts                                                 |           | Helmut Engler           | CDU   |
| Ministre de l'Éducation et des Sports                                              |           | Gerhard Mayer-Vorfelder | CDU   |
| Ministre de la Justice et des Affaires fédérales                                   |           | Heinz Eyrich            | CDU   |
| Ministre des Finances                                                              |           | Guntram Palm            | CDU   |
| Ministre de l'Économie, des Entreprises et des Transports                          |           | Martin Herzog           | CDU   |
| Ministre du Travail, de la Santé et de l'Ordre social                              |           | Barbara Schäfer         | CDU   |
| Ministre de l'Environnement                                                        |           | Erwin Vetter            | CDU   |